# Justice sauvage (film, 1973)
Pour les articles homonymes, voir Justice sauvage.
Pour plus de détails, voir Fiche technique et Distribution.
Justice sauvage (Walking Tall) est un film américain réalisé par Phil Karlson, sorti en 1973. Il s'agit du premier volet d'une trilogie. Bo Svenson remplacera Joe Don Baker pour les deux autres suites.

## Synopsis
Un ancien catcheur professionnel rentre dans sa ville natale dans le but de monter une affaire avec son père. Mais la ville qu'il a connue a bien changé et la corruption est devenue monnaie courante. Afin d'éradiquer une bonne fois pour toutes le mal qui la ronge, il se présente au poste de shérif. Mais sa candidature et sa nomination passent mal auprès de certains habitants qui vont prendre un malin plaisir à lui pourrir son mandat.

## Fiche technique
- Titre français : Justice sauvage
- Titre original : Walking Tall
- Réalisation : Phil Karlson
- Scénario : Mort Briskin & Stephen Downing
- Musique : Walter Scharf
- Photographie : Jack A. Marta
- Montage : Harry Gerstad
- Production : Mort Briskin
- Société de production : Bing Crosby Productions
- Société de distribution : Cinerama Releasing Corporation
- Pays de production :  États-Unis
- Langue : Anglais
- Format : Couleur - 1,85:1 - Mono - 35 mm
- Genre : Action, Drame
- Durée : 107 min
- Budget : 500 000 $ (estimation)
- Dates de sortie : 
  - États-Unis : 22 février 1973
  - France : 18 septembre 1974
- Affiche : Jacques Vaissier (France)

## Distribution
- Joe Don Baker : Buford Pusser
- Elizabeth Hartman : Pauline Pusser
- Felton Perry : Obrah Eaker
- Noah Beery Jr. : Carl Pusser
- Rosemary Murphy : Callie Hacker
- Arch Johnson : Buel Jaggers
- Bruce Glover : Grady Coker
- Gene Evans : Le shérif Al Thurman
- Douglas Fowley : Le juge R. W. Clarke
- Kenneth Tobey : Augie McCullah
- Lurene Tuttle : Helen Pusser
- Leif Garrett : Mike Pusser
- Dawn Lyn : Dwana Pusser
- Sam Laws : Willie Rae Lockman
- Ed Call : Luther McVeigh
- Don Keefer : Dr. Lamar Stivers

## Accueil
Le film a été un grand succès pour l'époque, rapportant environ 23 000 000 $ au box-office.
Il recueille 75 % de critiques positives, avec une note moyenne de 6,6/10 et sur la base de 12 critiques collectées, sur le site Rotten Tomatoes.

## Suites
- Justice sauvage 2: la revanche (Walking Tall Part II) réalisé par Earl Bellamy en 1975.
- Justice sauvage 3 (Final Chapter: Walking Tall) réalisé par Jack Starrett en 1977.
- Tolérance Zéro (Walking Tall), remake de l'original, réalisé par Kevin Bray en 2004.